# Tien Tran
Hanh-Tien Tran (Chester, 30 juni 1987) is een Amerikaans actrice. Ze speelde in 2022 haar eerste hoofdrol als Ellen in de televisiekomedie How I Met Your Father.

## Biografie
Haar ouders emigreerden in 1979 naar de Verenigde Staten vanuit Vietnam. Tran groeide op in Erie.
Op vijfjarige leeftijd speelde ze een kleine rol in de jeugdserie Ghostwriter, naast haar zus Tram-Anh Tran. Ze heeft gewerkt als standup-comedian en speelde in de theatergroep The Second City. Voor de serie Work in Progress verrichtte ze zowel schrijf- als acteerwerk. Ze studeerde aan Boston College en behaalde hier haar master in de biologie.

## Filmografie
- Ghostwriter (1992-1993) als Linda Nguyen (3 afleveringen)
- John Doe (2011) als Mother-Cafe (kortfilm)
- Easy (2017) als Ly (1 aflevering)
- Hot Date (2017-2018) als Laura (4 afleveringen)
- Sherman's Showcase (2019) als Viv (1 aflevering)
- Asner (2020) als Tien
- Space Force (2020) als Sheila Cholosternin (1 aflevering)
- Ancient Methods (2020) als Sarah (kortfilm)
- Candyman (2021) als Jane Ji
- Q-Force (2021) als Alix (1 aflevering)
- Work in Progress (2021) als Workshop Leader (1 aflevering)
- South Side (2021) als Jenny (1 aflevering)
- How I Met Your Father (2022-heden) als Ellen